# Kass Morgan
Mallory A. Kass ( 21 de julio de 1984), más conocida por el seudónimo Kass Morgan, es una autora y editora estadounidense.

## Biografía
Kass Morgan estudió Literatura Inglesa en la Universidad de Brown además de historia. Más tarde obtuvo una posgrado en la Universidad de Oxford en Literatura del siglo XIX.Es conocida por escribir literatura juvenilsu primera novela Los 100 inició una serie de libros de ciencia ficción distópica, que además fue adaptada a una serie de televisión por parte de Syfy. En 2015 publicó la segunda parte Los 100, Día 21, y más tarde la tercera parte Homecoming.
Actualmente vive en la ciudad de Nueva York y trabaja como editora senior en Scholastic. 
Apareció como concursante de Jeopardy! el 10 de mayo de 2022. 

## Obra

### La serie 100[5]
- Los 100 (2013)
- Día 21 (2014)
- Regreso a casa (2015)
- Rebelión (2016)

### La serieaños luz[6]
- Años luz (2018)
- Supernova (2019)

### La serie de los cuervos[7]
Esta serie está escrita junto a Danielle Paige.
- Los cuervos (2020)
- Los Reyes (2022)